# Mouvement islamique de l'Azawad
Pour les articles homonymes, voir MIA.
Le Mouvement islamique de l'Azawad (MIA) est un mouvement issu d'une scission d'Ansar Dine, en janvier 2013, à la suite de l'intervention française (opération Serval) au Mali. Il est officiellement dissous le 19 mai 2013 et se rallie au Haut Conseil pour l'unité de l'Azawad (HCUA).

## Histoire du mouvement
Le secrétaire général du groupe, Alghabass Ag Intalla, issu d'une des grandes familles touareg de la région de Kidal qui a participé aux pourparlers de Ouagadougou (Burkina Faso) au nom d'Ansar Dine. Parmi les dissidents il y avait également l’ancien porte-parole d’Ansar Dine : Mohamed Ag Arib.
Le groupe dit se démarquer d'Ansar Dine et souhaite des négociations pour un règlement pacifique de la crise malienne. Dans un communiqué public, ils incitent également la France et le Mali à stopper les hostilités dans les régions de Kidal et de Ménaka, sans évoquer les régions de Tombouctou et de Gao, lesquelles sont contrôlées par AQMI et le MUJAO. Ils se disent également prêts à combattre « l'extrémisme » et le « terrorisme ».
En janvier 2013, Mohamed Ag Aharib, porte-parole du MIA, déclare à VOA que la séparation a été faite par la « partie modérée » d'Ansar Dine, qui selon lui existait de longue date et s'opposait à l'offensive dans le sud. Il affirme également que le MIA réclame l'autonomie de l'Azawad mais pas l'indépendance. 
Pour certains, l'origine de ce mouvement pose un problème, et son objectif réel reste incertain. Cette position est partagée par le juge antiterroriste Jean-Louis Bruguière, qui affirme qu'il est « encore trop tôt » pour négocier avec ce nouveau mouvement et qu'il « faut prendre beaucoup de recul et de précautions ». Par ailleurs, il pense que cette organisation aurait été créée pour « gagner du temps face à la progression des troupes françaises et maliennes ».
Le 19 mai 2013, Alghabasse Ag Intalla annonce la dissolution du MIA et son ralliement au Haut Conseil pour l'unité de l'Azawad.